# Al-Mu’ajsira
Al-Mu’ajsira (arab. المعيصرة) – wieś w Syrii, w muhafazie Hama. W 2004 roku liczyła 330 mieszkańców.